# Lars-Erik Nielsen
Lars-Erik Nielsen (ur. 1 stycznia 1951 roku w Frederiksberg) – duński kierowca wyścigowy.

## Kariera
Nielsen rozpoczął karierę w wyścigach samochodowych w 1987 roku od startów w Dutch Sports 2000 Championship. Z dorobkiem dziesięciu punktów został sklasyfikowany na dziesiątej pozycji w klasyfikacji generalnej. W późniejszych latach Duńczyk pojawiał się także w stawce Le Mans Endurance Series, Skandynawskiego Pucharu Porsche Carrera, 24-godzinnego wyścigu Le Mans, FIA GT Championship, American Le Mans Series, Le Mans Series, Grand American Rolex Series, Malaysia Merdeka Endurance Race, Toyo Tires 24H Series, Copenhagen Historic Grand Prix oraz Big-Wheels Super Car Challenge.